# Mangua
Mangua is een geslacht van spinnen uit de  familie van de Synotaxidae.

## Soorten
- Mangua caswell Forster, 1990
- Mangua convoluta Forster, 1990
- Mangua flora Forster, 1990
- Mangua forsteri (Brignoli, 1983)
- Mangua gunni Forster, 1990
- Mangua hughsoni Forster, 1990
- Mangua kapiti Forster, 1990
- Mangua makarora Forster, 1990
- Mangua medialis Forster, 1990
- Mangua oparara Forster, 1990
- Mangua otira Forster, 1990
- Mangua paringa Forster, 1990
- Mangua sana Forster, 1990
- Mangua secunda Forster, 1990